# Metropolitan Borough of Barnsley
Metropolitan Borough of Barnsley  är ett storstadsdistrikt (kommun) i South Yorkshire i England,  Storbritannien. Distriktet har 246 482 invånare (2022).
Större orter är: Barnsley, Cudworth, Darton, Hoyland, Royston och Wombwell.
Större delen av distriktet (med cirka 90 procent av befolkningen) är inte indelat i civil parishes. Resten är indelat i 17 civil parishes:  Billingley, Cawthorne,  Dunford,  Great Houghton, Gunthwaite and Ingbirchworth, High Hoyland, Hunshelf, Langsett, Little Houghton, Oxspring, Penistone,  Shafton, Silkstone, Stainborough, Tankersley, Thurgoland och Wortley.